# ケネス・ブローテン
ケネス・ブローテン（Kenneth Bråten、1974年9月24日 - ）は、ノルウェー、ヌールラン県Mo i Rana出身の元ノルディック複合選手。

## プロフィール
1998年長野オリンピックの団体戦で金メダルを獲得、また1999年ノルディックスキー世界選手権の団体では銀メダル、2001年ノルディックスキー世界選手権の団体戦で金メダルを獲得している。
ノルディック複合・ワールドカップでは通算1勝(2位4回3位1回)、総合では1998/99シーズンに6位となったのが最高位である。
2005年現役引退。